# Dellwood (Misuri)
Dellwood es una ciudad ubicada en el condado de San Luis en el estado estadounidense de Misuri. En el Censo de 2010 tenía una población de 5025 habitantes y una densidad poblacional de 1.891 personas por km².

## Geografía
Dellwood se encuentra ubicada en las coordenadas 38°45′22″N 90°16′36″O / 38.75611, -90.27667. Según la Oficina del Censo de los Estados Unidos, Dellwood tiene una superficie total de 2.66 km², de la cual 2.66 km² corresponden a tierra firme y (0%) 0 km² es agua.

## Demografía
Según el censo de 2010, había 5025 personas residiendo en Dellwood. La densidad de población era de 1.891 hab./km². De los 5025 habitantes, Dellwood estaba compuesto por el 17.99% blancos, el 79.16% eran afroamericanos, el 0.46% eran amerindios, el 0.42% eran asiáticos, el 0% eran isleños del Pacífico, el 0.26% eran de otras razas y el 1.71% pertenecían a dos o más razas. Del total de la población el 0.8% eran hispanos o latinos de cualquier raza.